# Alfa Romeo 6C
O nome Alfa Romeo 6C foi usado em carros de estrada, de corrida e desportivos feitos entre 1925 e 1954 pela Alfa Romeo. 6C refere-se ao motor de 6 cilindros em linha. A carroçaria para estes carros foram feitas por construtores de carroçarias como a James Young, Zagato, Touring, Castagna e Pininfarina. A partir de 1933, também houve uma versão do 6C com uma carroçaria feita pela Alfa, construída em Portello.

## 6C 1500 (1925-1929)

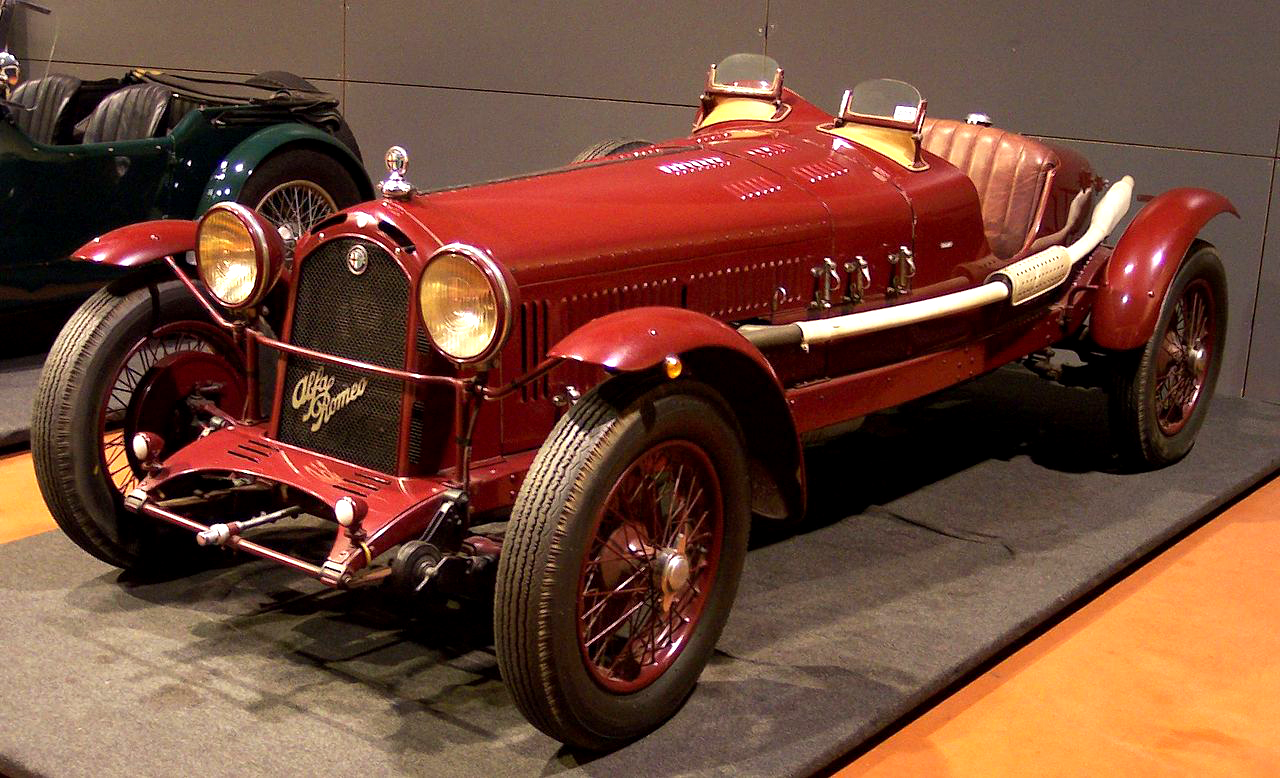
6C 1500 Super Sport de 1929 da Colecção Louwman

Em meados da década de 1920, o RL da Alfa era considerado demasiado grande e pesado, portanto um novo empreendimento começou. A fórmula de 2 L que levou a Alfa Romeo a ganhar o Campeonato do Mundo em 1925, mudou para 1.5 L para a temporada de 1926. O 6C 1500 foi introduzido em 1925 em Milão e a produção começou em 1927 com o Alfa Romeo P2 Grand Prix como ponto de partida. A capacidade do motor era agora de 1487 cc, contra a de 1987 cc do P2, e o compressor foi descartado. A carroçaria das primeiras versões eram feitas pela Young e pela Touring.
Em 1928, o 6C Sport foi lançado com um motor DOHC. A sua versão desportiva ganhou muitas corridas, incluindo a Mille Miglia de 1928. A produção total foi de 3000 (200 com o motor DOHC). 10 cópias de uma variante Super Sport com compressor também foram feitas.

### Variantes
| Modelo                          | Potência         | Velocidade máx. | Anos de produção |
| ------------------------------- | ---------------- | --------------- | ---------------- |
| 6C 1500                         | 44 cv @ 4400 rpm | 109 km/h        | (1925-1929)      |
| 6C 1500 Sport                   | 54 cv @ 4500 rpm | 125 km/h        | (1928-1929)      |
| 6C 1500 Super Sport compressore | 76 cv @ 4800 rpm | 140 km/h        | (1928-1929)      |
| 6C 1500 TF                      | 84 cv @ 5000 rpm | -               | (1928-1929)      |

## 6C 1750 (1929-1933)

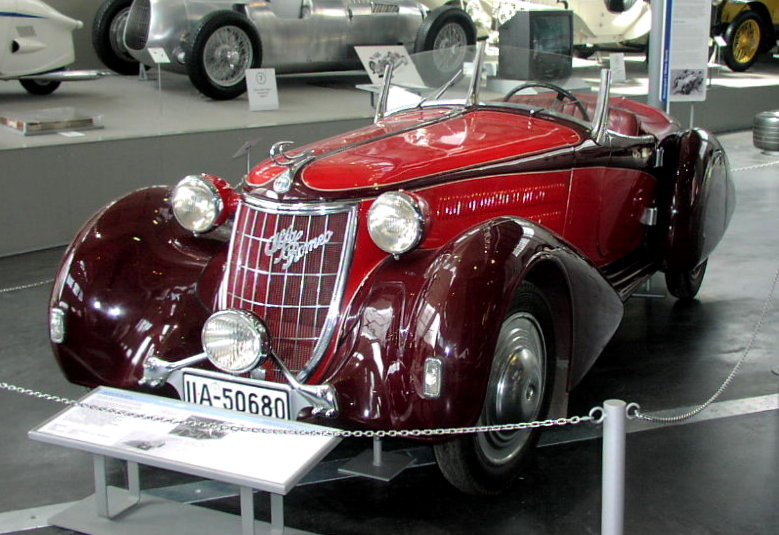
6C Gran Sport (1931)

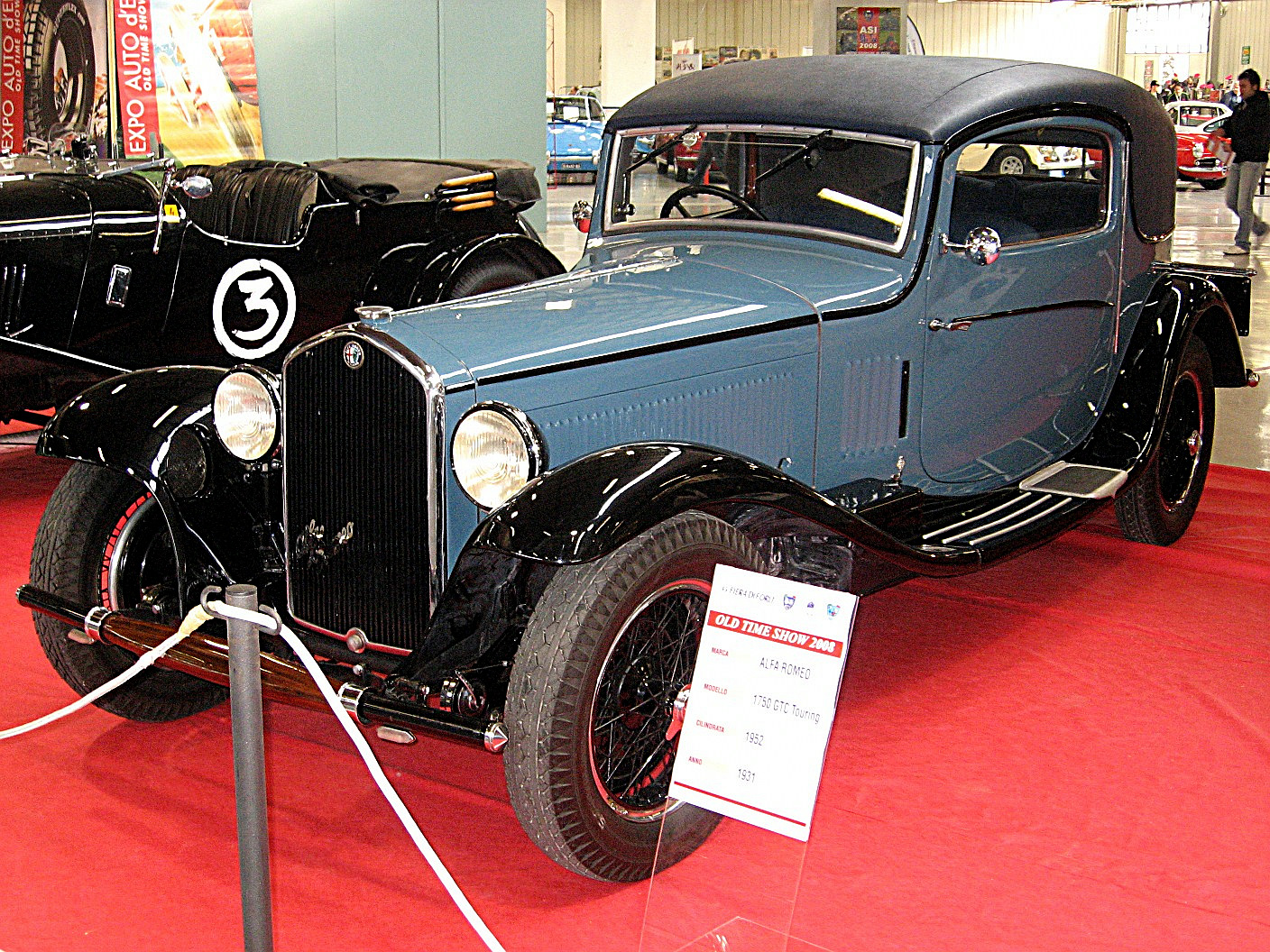
6C 1750 GTC Touring (1931)

O mais poderoso Alfa Romeo 6C 1750 (com 1752 cc) foi introduzido em 1929 em Roma. O modelo base tinha um motor OHC. As versões Super Sport e Gran Sport tinham um motor com DOHC. Novamente, um compressor estava disponível. A produção total foi de 369 cópias.

### Variantes
| Modelo                                      | Potência         | Velocidade máx. | Anos de produção |
| ------------------------------------------- | ---------------- | --------------- | ---------------- |
| 6C 1750 Turismo                             | 46 cv @ 4000 rpm | 109 km/h        | (1929-1933)      |
| 6C 1750 Gran Sport Turismo                  | 55cv @ 4400 rpm  | 125 km/h        | (1929-1932)      |
| 6C 1750 Gran Sport Super Sport              | 64cv @ 4500 rpm  | 130 km/h        | (1929-1932)      |
| 6C 1750 Super Sport/ Gran compressore Sport | 85 cv @ 4500 rpm | 145 km/h        | (1929-1932)      |
| 6C 1750 Gran Turismo compressore            | 80 cv @ 4400 rpm | 135 km/h        | (1931-1932)      |
| 6C 1750 Gran Sport Super Sport/ TF          | 85 cv @ 4800 rpm | 170 km/h        | (1929-1930)      |

## 6C 1900 (1933)

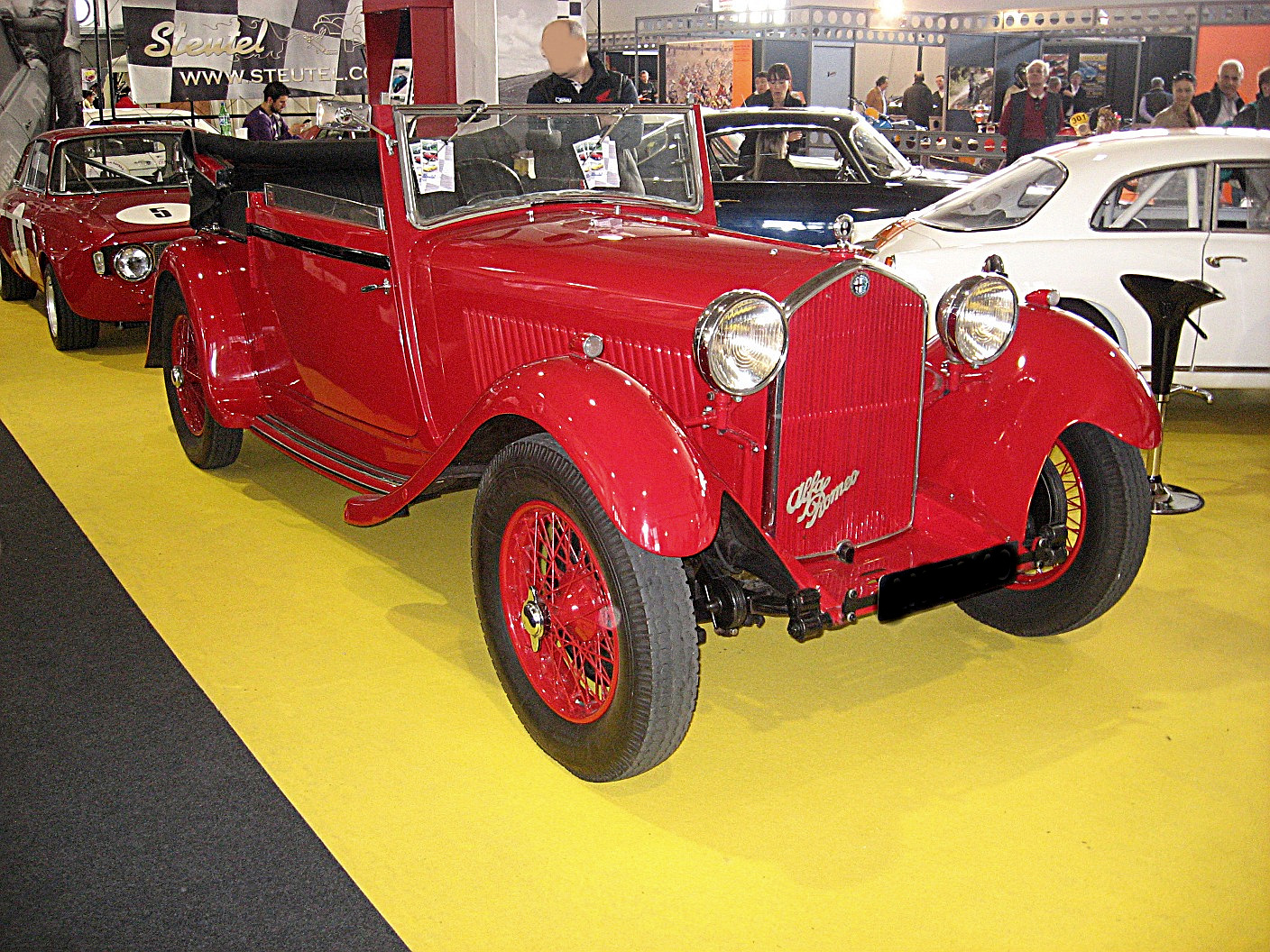
6C 1900 Gran Sport (1933) na Auto e Moto d'Epoca 2008.

O último derivado da versão original 1500, o Alfa Romeo 6C 1900 com um motor de 1917 cc foi introduzido em 1933, agora com uma frente em alumínio pela primeira vez. Com 68 cavalos-vapor, esta versão poderia atingir uma velocidade máxima de 130 km/h. A versão 1900 é muito rara, pois apenas 197 cópias foram feitas antes de ser substituído pelo 6C 2300.

### Variantes
| Modelo     | Potência         | Velocidade máx. | Anos de produção |
| ---------- | ---------------- | --------------- | ---------------- |
| 6C 1900 GT | 68 cv @ 4500 rpm | 130 km/h        | (1933)           |

## 6C 2300 (1934-1937)

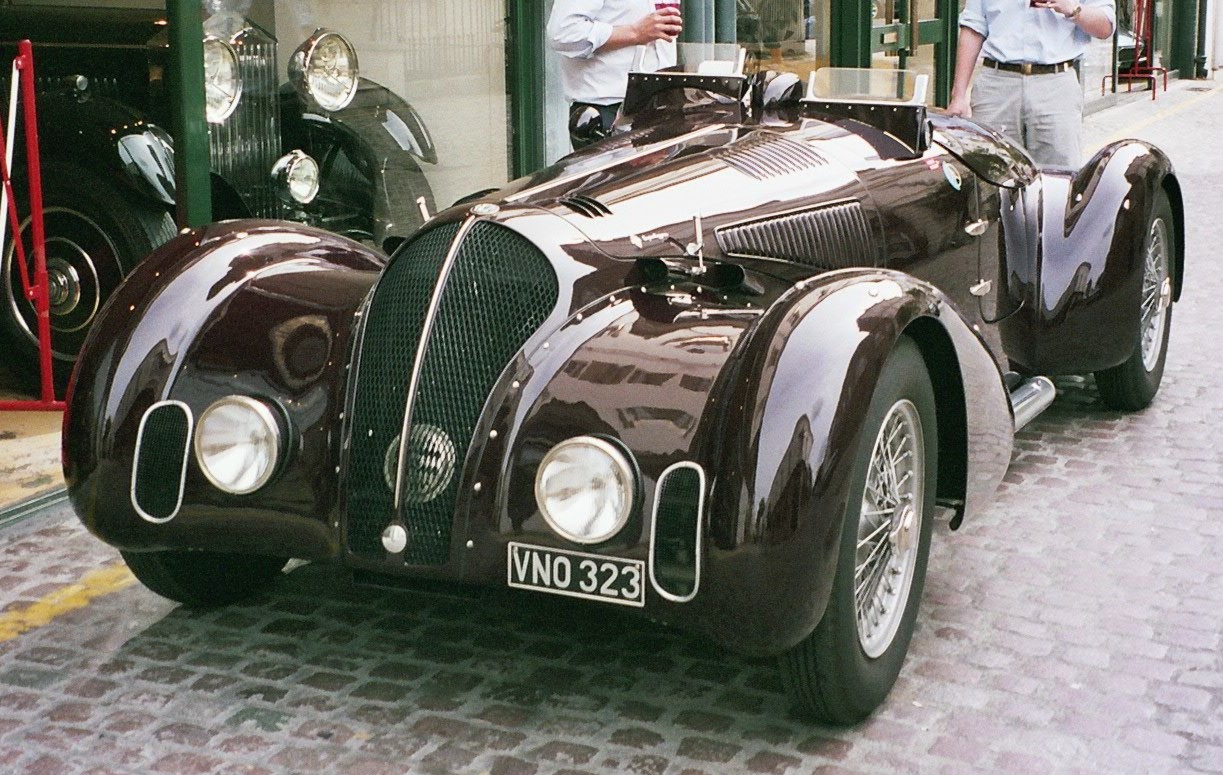
6C 2300B Touring

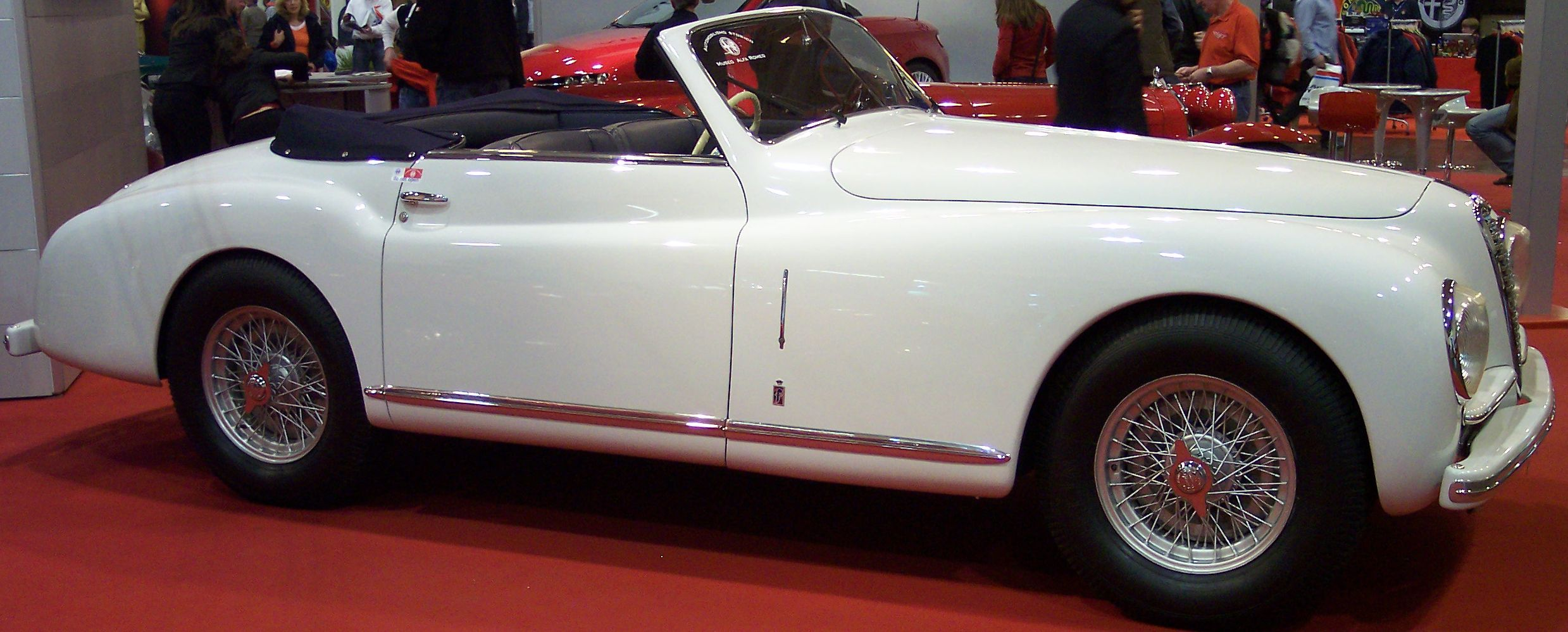
6C 2300 Sport Cabriolet

O Alfa Romeo 6C 2300 foi projectado por Vittorio Jano como uma alternativa mais barata que o 8C.

### Variantes
| Modelo                | Potência         | Velocidade máx. | Anos de produção |
| --------------------- | ---------------- | --------------- | ---------------- |
| 6C 2300 Turismo       | 68 cv @ 4400 rpm | 120 km/h        | (1934)           |
| 6C 2300 Gran Turismo  | 76 cv @ 4400 rpm | 130 km/h        | (1934)           |
| 6C 2300B Gran Turismo | 76 cv @ 4400 rpm | 130 km/h        | (1935-1937)      |
| 6C 2300 Pescara       | 95 cv @ 4500 rpm | 144 km/h        | (1934)           |
| 6C 2300 PescaraB      | 95 cv @ 4500 rpm | 144 km/h        | (1935-1937)      |
| 6C 2300B Corto/Longo  | -                | -               | (1935)           |
| 6C 2300B Mille Miglia | -                | -               | -                |

### Aerodinamica Spider
Em 1935, Vittorio Jano, trabalhando com os irmãos Gino e Oscar Jankovitz, criaram um protótipo de um carro com o motor no meio, a partir do chassis do Alfa Romeo 6C 2300. Jano enviou o protótipo para Fiume (actualmente Rijeka) na Croácia. Os irmãos Jankovitz eram amigos próximos de um dos principais aerodinamicistas húngaros Paul Jaray, e o protótipo, chamado Alfa Romeo Aerodinamica Spider era um claro exemplo do estilo pontão - um género que ultrapassaria o design automobilístico e duraria até à década de 1960. Jano tinha a intenção de instalar um motor V12 no protótipo, mas essa possibilidade desapareceu, quando Jano foi despedido da Alfa Romeo em 1937.
Ver: 1935 Alfa Romeo Aerodinamica Spider, frente, vista 3/4.[ligação inativa]
Ver: 1935 Alfa Romeo Aerodinamica Spider, vista de perfil.

## 6C 2500 (1938-1952)

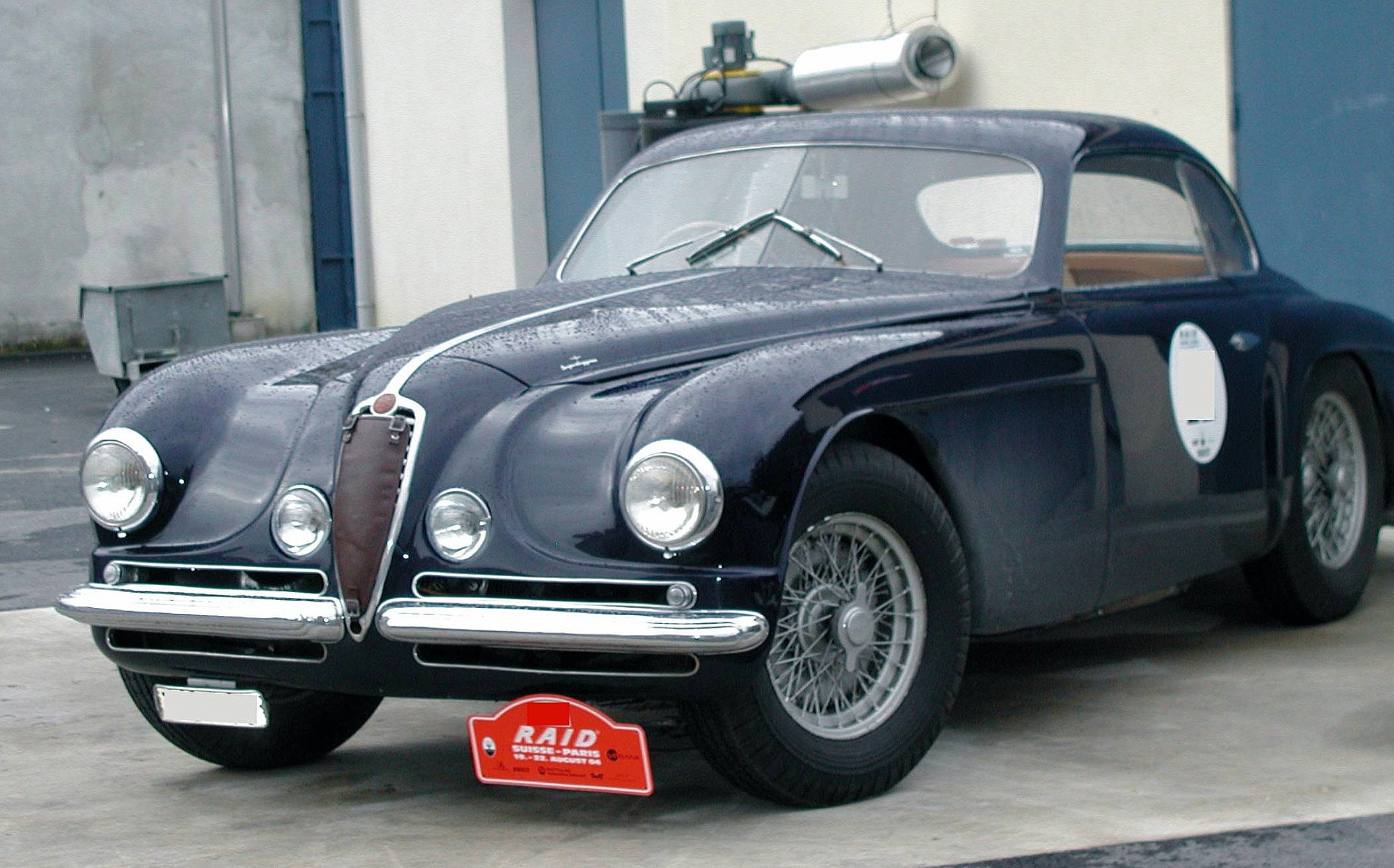
6C 2500 Villa d'Este

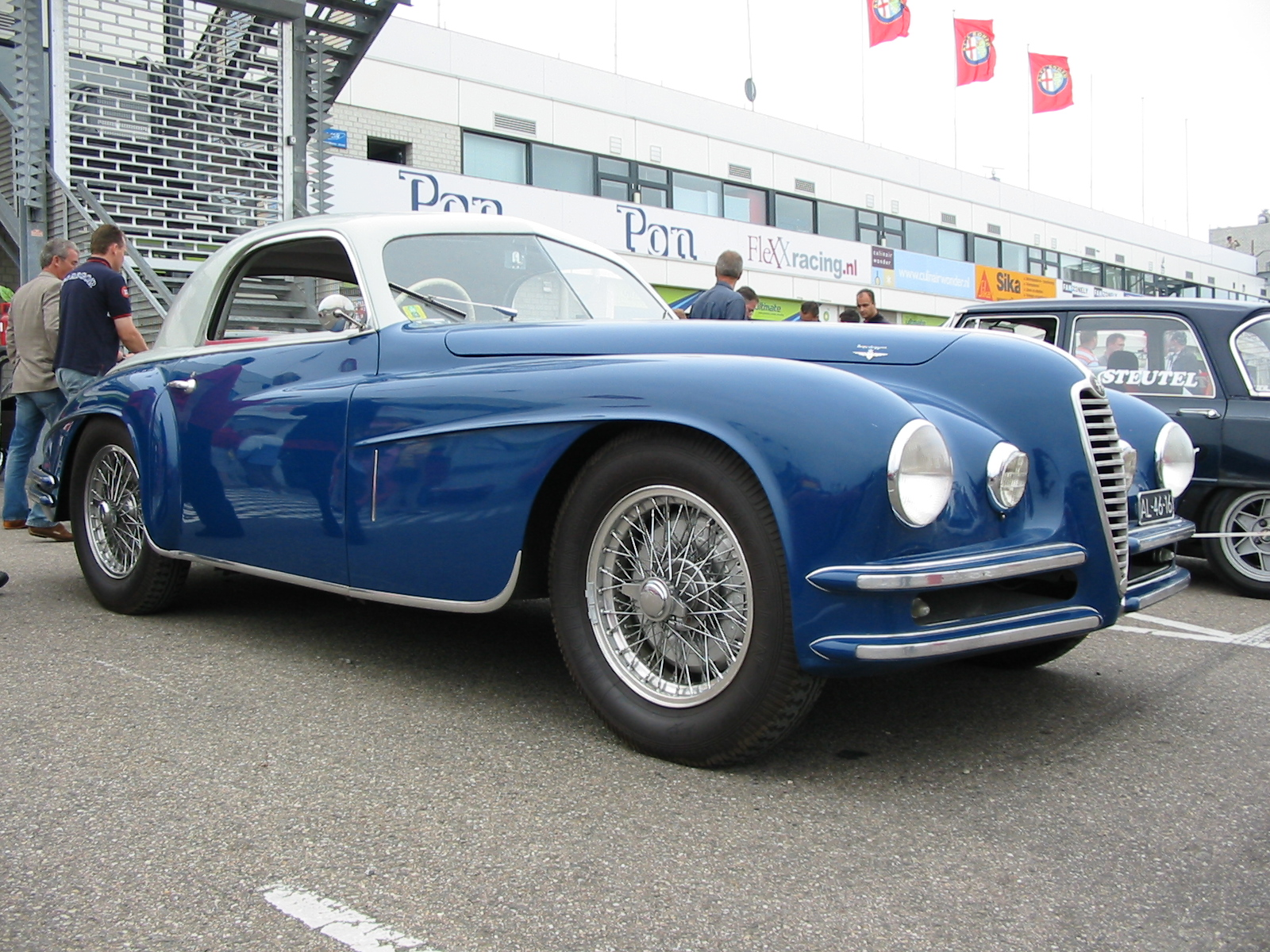
6C 2500 Super Sport

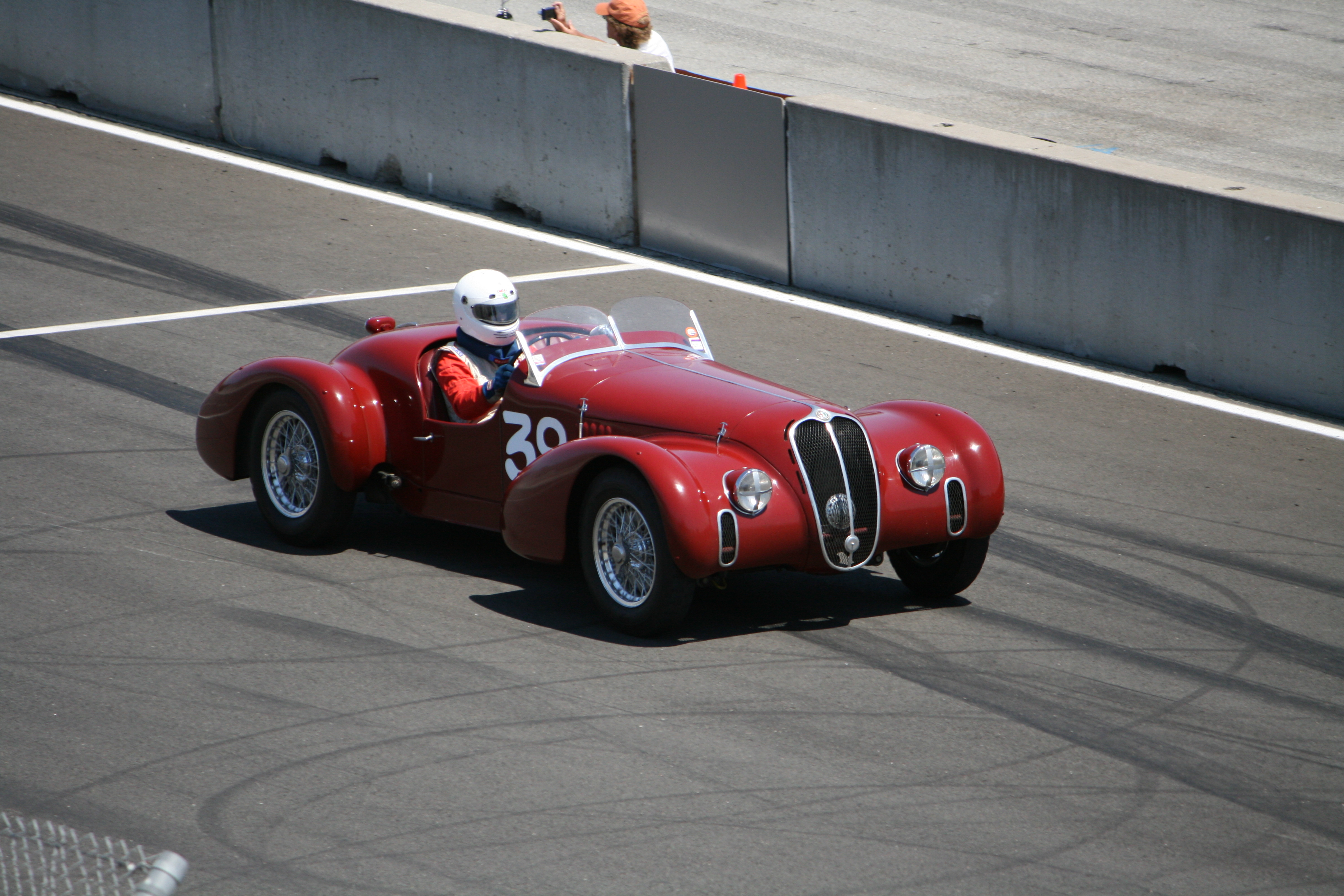
6C 2500 Super Sport Corsa (1939)

Introduzido em 1938, o Alfa Romeo 6C 2500 (2443 cc) foi o último 6C usado como carro de estrada. A II Guerra Mundial estava a chegar e o desenvolvimento do carro foi parado, mas entre 1940 e 1945, ainda foram construídos algumas centenas de 6C 2500s. Depois da guerra, o primeiro modelo da Alfa Romeo foi o 1946 6C 2500 Freccia d'Oro (Flecha de Ouro), dos quais foram construídos 680 exemplares até 1951, com a carroçaria feita pela Alfa. Foi vendido a clientes ricos como Rei Farouk, Príncipe Aly Khan, Rita Hayworth, Tyrone Power e  Príncipe Rainier.
O 6C 2500 Villa d'Este foi introduzido em 1949 e produzido até 1952. O seu nome foi dado em honra do Concorso d'Eleganza em Villa d'Este; uma versão Touring Superleggera ganhou o prémio. O Villa d'Este foi o último Alfa Romeo feito à mão, com apenas 36 exemplares feitos. O último 6C foi produzido em 1952 e foi substituído pelo 1900.

### Variantes
| Modelo                    | Potência          | Anos de produção |
| ------------------------- | ----------------- | ---------------- |
| 6C 2500 Coloniale         | 90 cv @ 4500 rpm  | (1939-1942)      |
| 6C 2500                   | 90 cv @ 4600 rpm  | (1938-1949)      |
| 6C 2500 Turismo           | -                 | -                |
| 6C 2500 Sport             | 95 cv @ 4600 rpm  | (1947-1949)      |
| 6C 2500 Super Sport       | -                 | -                |
| 6C 2500 Super Sport Corsa | 120 cv @ 4750 rpm | (1939-1953)      |
| 6C 2500 Freccia d'Oro     | 90 cv @ 4600 rpm  | (1946-1951)      |
| 6C 2500 Villa d'Este      | 110 cv @ 4800 rpm | (1949-1952)      |
| 6C 2500 GT                | -                 | (1950)           |
| 6C 2500 Competizione      | 145 cv @ 5500 rpm | (1948)           |

## 6C 3000 (1950-1954)

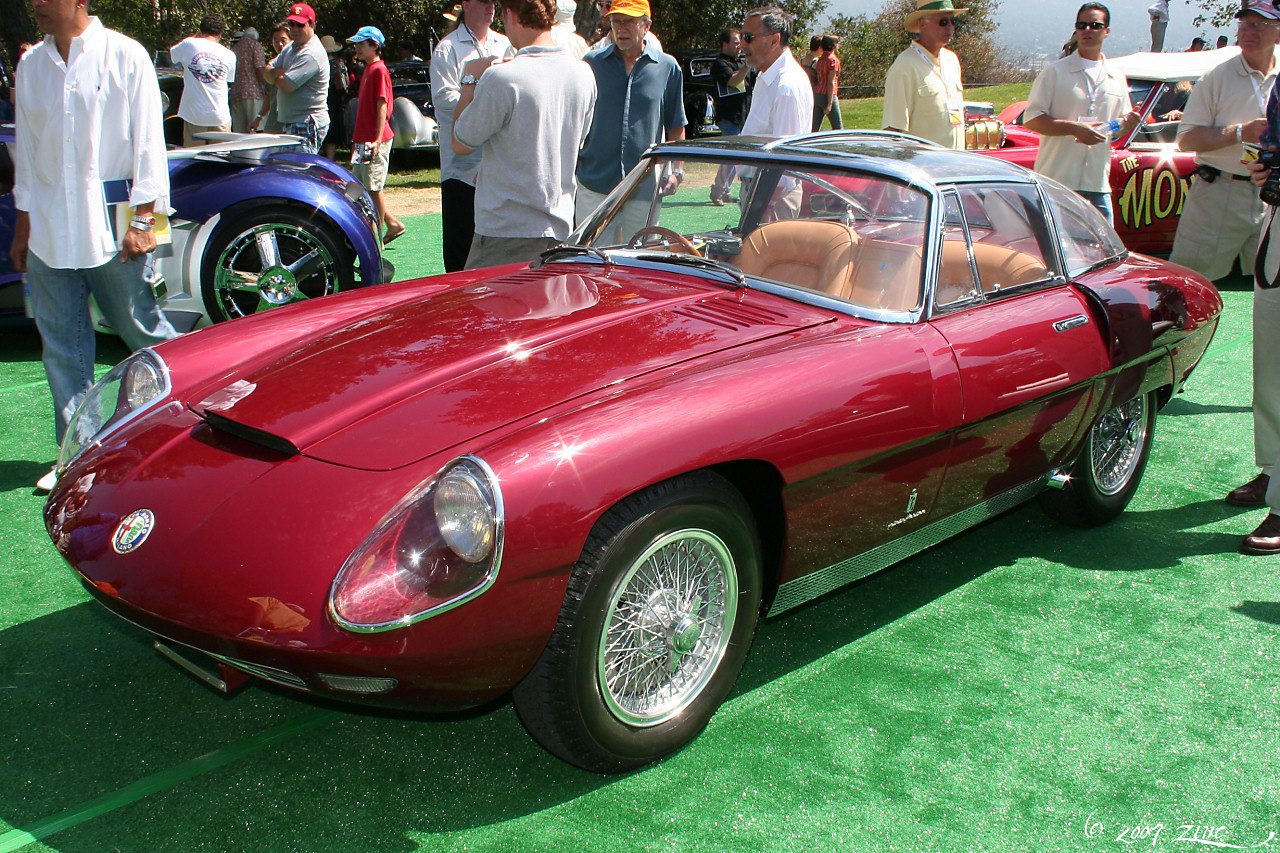
1956 Alfa Romeo 3000 CM Superflow IV é um estudo de design da Pininfarina.

O Alfa Romeo 6C 3000 era um protótipo feito em 1950, basicamente um 2500 com um motor de 3L. Não apareceu até 1952 como Competizione Maggiorata (CM), construídos para corridas, com quatro versões coupé e duas versões roadster.

### Variantes
| Modelo     | Potência | Velocidade máx. | Anos de produção |
| ---------- | -------- | --------------- | ---------------- |
| 6C 3000    | -        | -               | (1948)           |
| 6C 3000 50 | -        | -               | (1950)           |
| 6C 3000 CM | 275 cv   | 250 km/h        | (1952)           |
| 6C 3000 PR | -        | -               | (1954)           |

### 6C 3000 Competizione Maggiorata

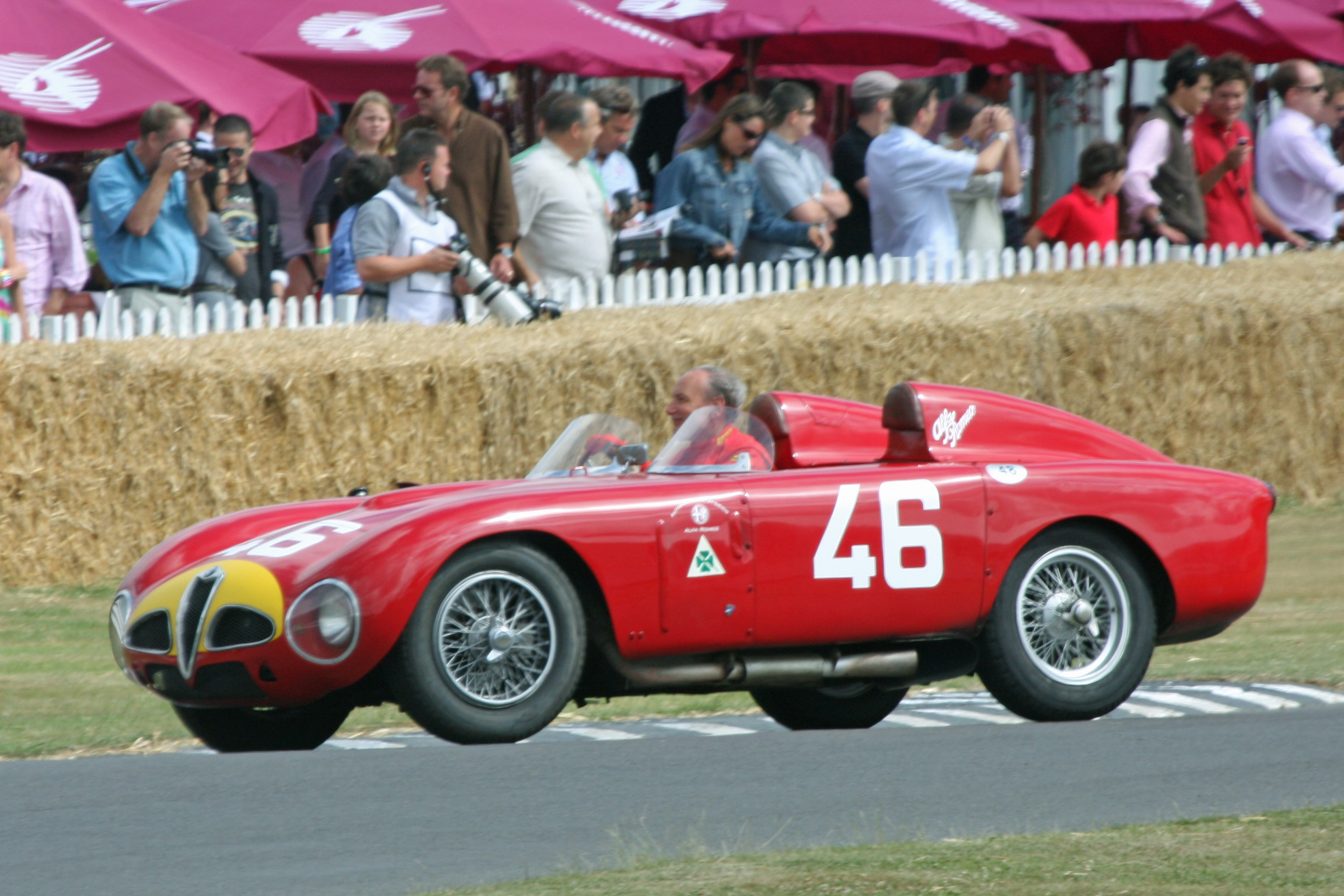
The 6C 3000 CM no Goodwood Festival Of Speed 2009.

O Alfa Romeo 6C 3000 Competizione Maggiorata nasceu em 1952. A carroçaria foi moldada pela Carrozzeria Colli, uma construtora de carroçarias de Milão, com algumas parecenças com o 1900 Disco Volante. O sistema de propulsão deste modelo veio de um projecto realizado por Giuseppe Busso. Era diferente do seu antecessor: ainda usava alguns dos componentes do sistema 3L e 6 cilindros do protótipo 6C 3000, mas a capacidade do motor foi aumentada para 3495 cc. Depois de várias evoluções, chegou a uma potência de 275 cv.
O 3000 CM foi realizado em seis cópias: quatro coupé e dois roadster. Com o modelo coupé, Juan Manuel Fangio e Giulio Sala conseguiram a segunda posição na Mille Miglia, em 1953. Fangio estava a liderar a corrida, mas um problema no chassis obrigou-o a abrandar. À mesma com Fangio, o roadster ganhou o primeiro Gran Premio Supercorte Maggiore, em Merano, em 1953. Neste momento este carro é exibido hoje no Museo Storico Alfa Romeo.
Um dos dois roadster foi modificado para lidar com as novas regras da Categoria Internacional de Desporto e a capacidade era limitada a 3 litros. Este carro foi renomeado PR, Passo Ridotto ( distância reduzida entre eixos). Este segundo roadster também pertence à colecção do Museo Storico Alfa Romeo.
Durante os anos sessenta, no final do período das competições, o 6C 3000 CM foi utilizado no Departamento de Experiências da Alfa Romeo para testar novos componentes, entre os quais o disco dos travões, que ainda hoje está presente nesse veículo.